# Eugeniusz Pichell

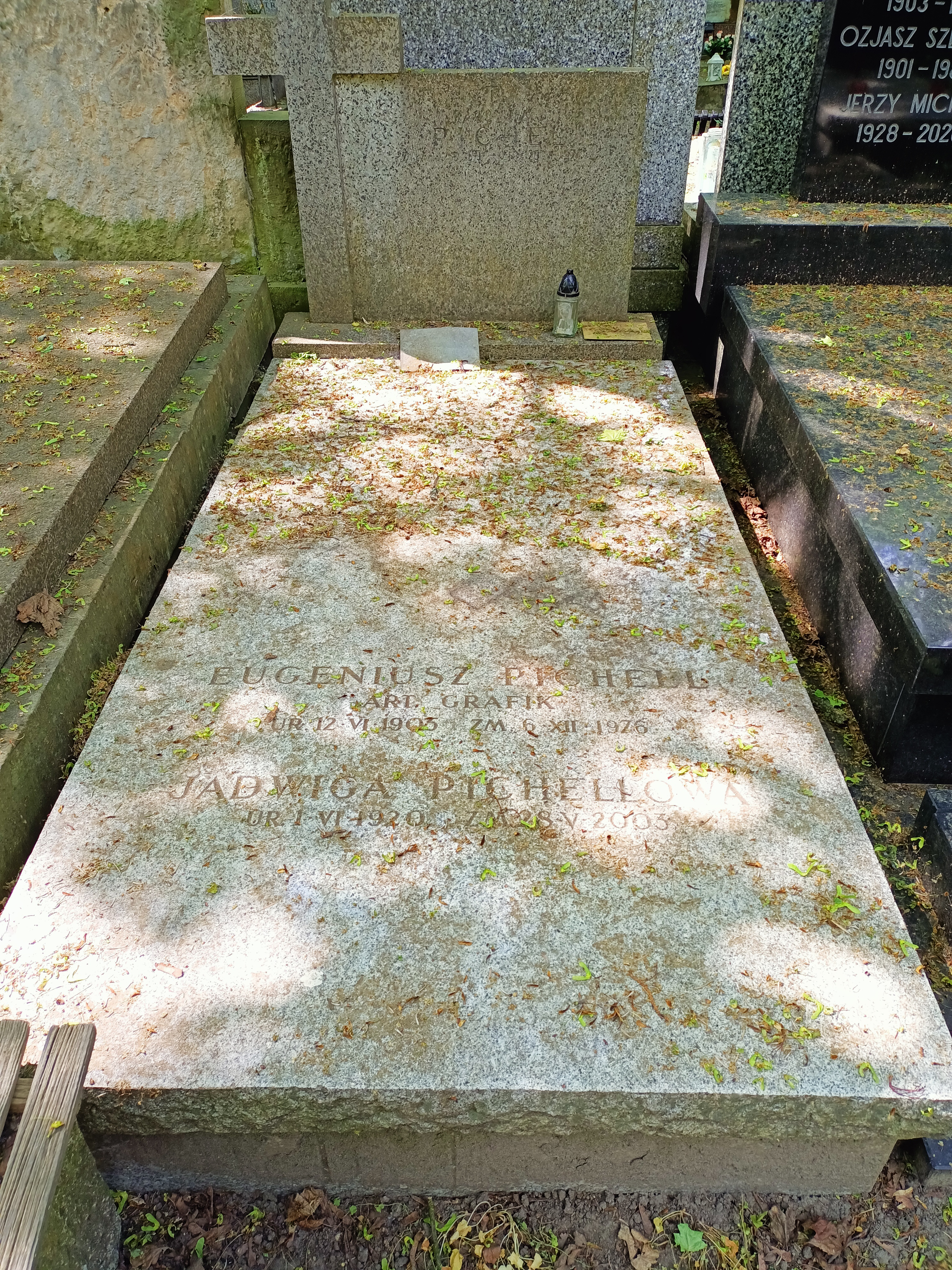
Nagrobek Eugeniusza Pichella na cmentarzu Powązkowskim w Warszawie

Eugeniusz Stanisław Pichell, również Pichel (ur. 12 czerwca 1905 we Wzdole Rządowym k. Bodzentyna, zm. 6 grudnia 1976 w Warszawie) – polski artysta grafik.

## Życie i twórczość
Ukończył Państwowe Gimnazjum im. Tadeusza Reytana w Warszawie (1923, matura) i Wyższą Szkołę Handlową w Warszawie (1927, absolutorium). W latach 1932–1934 uczył się prywatnie rysunku i malarstwa u Fryderyka Pautscha i Kazimierza Sichulskiego. W 1939, zmobilizowany do wojska jako podporucznik rezerwy, walczył w kampanii wrześniowej jako dowódca 6. kompanii 30 Pułku Strzelców Kaniowskich, biorąc udział w obronie Warszawy. Pełnił również funkcję oficera do zleceń w sztabie dowódcy oddziału ochotniczego gen. Stanisława Bułak-Bałachowicza (Armia „Warszawa”). 29 września 1939 dostał się w Warszawie do niewoli niemieckiej.
Przebywał w obozach jenieckich Nienburg, Wolfsberg i Spittal, a następnie w Oflagu II C Woldenberg, gdzie stał się drzeworytnikiem, tworząc m.in. znaczki pocztowe i karty obozowe. Po zakończeniu wojny zamieszkał w Opolu, od 1945 członek Związku Polskich Artystów Plastyków, w 1950 przeprowadził się do Warszawy. Zajmował się drzeworytnictwem, wzornictwem przemysłowym (projekty szkła użytkowego), rysunkiem i plakatem. W 1960 wykonał Tekę olimpijską przedstawiającą wszystkie konkurencje starożytnej olimpiady, zaprezentowaną na indywidualnej wystawie w kwaterze polskiej w wiosce olimpijskiej na Letnich Igrzyskach Olimpijskich w Rzymie (1960), nagrodzoną w konkursie olimpijskim.  
Zmarł na serce i został pochowany na cmentarzu Powązkowskim w Warszawie (kwatera 249, rząd 5, miejsce 9).